# 대양보
《대양보》(大洋報)는  러시아 제국 블라디보스토크 신한촌에서 발행된 한국어 신문으로,  한글로 발행되었다.  주 2회, 일요일과 목요일에 발행했으며, 신채호가 주필을 맡았다. 1911년 9월 17일, 일본 공사관에서 근무하던 기토 가쓰미(木藤克己)의 부탁을 받은 엄인섭에게 신문 발행에 쓰이던 활자 약 1만 5천여 장을 도난당했고, 이로 인해 회사는 심각한 재정적 타격을 입었고 신문의 발해은 중단되었다.